# Alejandro Bernal Gutiérrez
Alejandro Antonio Bernal Gutiérrez (San Felipe, Chile, 21 de mayo de 1969) es un exfutbolista chileno que jugaba como  mediocampista o delantero.

## Trayectoria
Oriundo de San Felipe, realizó las divisiones inferiores en el club de su ciudad natal, Unión San Felipe, debutando el año 1986, temporada en que su equipo descendió a la Primera B chilena, teniendo como compañeros a Héctor Roco, Ricardo González, entre otros, participando en 7 partidos.Además formó parte del equipo en la temporada 1988, recordado por ser un equipo que se formó para no descender a la Tercera División, terminó como subcampeón de la categoría de plata en 1988, logrando regresar a la Primera División.La temporada siguiente en la categoría del oro del fútbol chileno, el Uní-Uní no logró conservar la categoría, descendiendo tras perder en un partido de desempate ante Santiago Wanderers en el Estadio Sausalito por la Liguilla de promoción.
En 1990 fue adquirido por Unión Española por 12 millones de pesos, siendo cedido a su vez a Universidad de Chile, que había regresado a la Primera División Chilena.Terminada su cesión, fue miembro del plantel hispano que logró el bicampeonato de la Copa Chile en 1992 y 1993, junto a compañeros entre los que se encuentran José Luis Sierra, Ricardo Perdomo, Ricardo González, Juan Castillo, entre otros. Además, participó en la recordada campaña de Copa Libertadores 1994, en la que fueron eliminados en cuartos de final por São Paulo F. C., a la postre finalista. También participó en Primera división con los colores de Coquimbo Unido en 1995 y Deportes Puerto Montt en 1999.
En Primera B, defendió nuevamente los colores de Unión San Felipe (1996), además de O'Higgins en 1997, donde fue el máximo goleador del equipo,Deportes Linares (1998) y Deportes Ovalle (2000-2001).
En el extranjero, defendió los colores del Persik Kediri de Indonesia en 2003-04, en donde coincidió con sus compatriotas Juan Carlos Tapia y Claudio Villán. Formó parte del equipo que se coronó campeón de la Liga 1 el año 2003.

## Clubes
| Club                            | País      | Año       |
| ------------------------------- | --------- | --------- |
| Unión San Felipe                | Chile     | 1986-1990 |
| Unión Española                  | Chile     | 1990-1994 |
| → Universidad de Chile (cedido) | Chile     | 1990      |
| Coquimbo Unido                  | Chile     | 1995      |
| Unión San Felipe                | Chile     | 1996      |
| O'Higgins                       | Chile     | 1997      |
| Deportes Linares                | Chile     | 1998      |
| Deportes Puerto Montt           | Chile     | 1999      |
| Deportes Ovalle                 | Chile     | 2000-2001 |
| Persik Kediri                   | Indonesia | 2003-2004 |

## Palmarés

### Títulos nacionales
| Título     | Equipo         | País      | Año  |
| ---------- | -------------- | --------- | ---- |
| Copa Chile | Unión Española | Chile     | 1992 |
| Copa Chile | Unión Española | Chile     | 1993 |
| Liga 1     | Persik Kediri  | Indonesia | 2003 |